# Дом предварительного заключения (Санкт-Петербург)
Дом предвари́тельного заключе́ния, ДПЗ, Шпале́рная тюрьма, «Шпале́рка» — первая в России специальная следственная тюрьма. Находится в Петербурге, на Шпалерной улице, 25. В настоящее время — следственный изолятор № 3 ФСИН (центрального подчинения) .

## История
Открылся 1 августа 1875 года как первая в России следственная «образцовая тюрьма» на 317 одиночных камер (32 — женские, а остальные — мужские), а также 68 общих камер и карцеров (всего рассчитана на 700 заключенных), в здании находился тюремный лазарет. В плане она представляла собой квадрат с двором, в середине которого бетонный восьмиугольник, разделенный на 16 прогулочных камер. Прогулочные дворики в народе называли «утюгами», а саму следственную тюрьму — «шпалеркой». ДПЗ соединялся висячим коридором со зданием Окружного суда (Шпалерная, 23).
До революции в тюрьме на Шпалерной содержались многие участники революционного движения, начиная от народников. Так в 1895—1897 годах в камере номер 193 содержался В. И. Ленин.
Во время Февральской революции все заключённые были освобождены восставшим народом, а здание Окружного суда было сожжено.
В 1920-е бывший Дом предварительного заключения стал следственной тюрьмой Ленинградского управления ОГПУ-НКВД-МГБ-КГБ.
Условия содержания там политических заключённых в 1930-е годы подробно описал учёный-зоолог Владимир Чернавин в своей книге «Записки вредителя».
В 1932 году на месте сожжённого Окружного суда было построено здание Ленинградского ОГПУ, которое в народе называли Большим домом (Литейный, 4).
С 1931 по 1932 год на Шпалерной, 25 действовала «шарага» ОКБ-12 — проектно-конструкторская организация, в которой работали заключенные-специалисты. Они разрабатывали проекты по строительству Большого дома, гаража ОГПУ на Манежной площади и другие.
Во время Великой Отечественной войны здесь в 1944 году содержался пленный финский лётчик Лаури Пекури, упомянувший тюрьму на Шпалерной в своих воспоминаниях:

Вся тюрьма совершенно тихая. Даже в коридорах нет звука. Во время переводов строго запрещается говорить. Похоже, люди ходят в коридоре в чулках.

## Известные заключённые до революции
- Авдеев, Николай Николаевич (историк)
- Боголюбов, Алексей Степанович
- Брешко-Брешковская, Екатерина Константиновна
- Бройдо, Ева Львовна
- Ивановская, Прасковья Семёновна
- Ленин, Владимир Ильич
- Мартов, Юлий Осипович
- Рутенберг, Пётр Моисеевич
- Савинков, Борис Викторович
- Кибальчич, Николай Иванович
- Перовская, Софья Львовна
- Желябов, Андрей Иванович
- Морозов, Николай Александрович
- Тихомиров, Лев Александрович

## Известные заключённые в советское время
- Берггольц, Ольга Фёдоровна

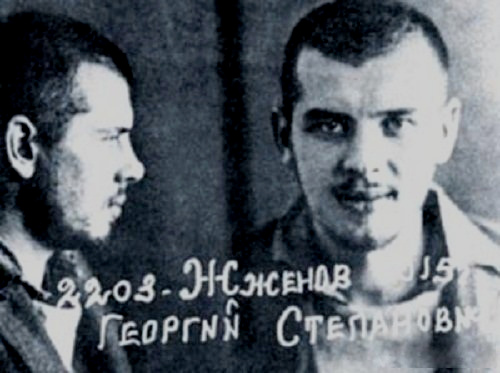
Фото из личного дела заключённого
Г. С. Жжёнова. 1938 год

- Басманов, Павел Иванович (1934-1935)
- Браун Николай Николаевич
- Бронштейн, Матвей Петрович
- Введенский, Александр Иванович
- Вениамин (Казанский)
- Гаген-Торн, Нина Ивановна
- Генко, Анатолий Несторович
- Гидони, Александр Григорьевич
- Гидони, Григорий Иосифович
- Гумилёв, Николай Степанович
- Жжёнов, Георгий Степанович
- Заболоцкий, Николай Алексеевич
- Западалов, Алексей Иосифович
- Иванов-Разумник, Разумник Васильевич
- Кравченко, Галина Сергеевна
- Лихачёв, Дмитрий Сергеевич
- Любарская, Александра Иосифовна
- Маторин, Дмитрий Михайлович
- Мария Гатчинская
- Молоствов, Михаил Михайлович
- Обухов, Герман Викторович
- Пекури, Лаури Олави
- Пименов, Револьт Иванович
- Пичета, Владимир Иванович
- Платонов, Сергей Фёдорович
- Присёлков, Михаил Дмитриевич
- Пустынцев, Борис Павлович
- Рокоссовский, Константин Константинович
- Рыбаков Юлий Андреевич
- Солоневич, Иван Лукьянович
- Стерлигов, Владимир Васильевич
- Чернавин Владимир Вячеславович
- Хармс, Даниил Иванович
- Шнеерсон, Йосеф Ицхок